# Ardmore (Tennessee)
Ardmore es una ciudad ubicada en los condados de Giles y Lincoln en el estado estadounidense de Tennessee. En el Censo de 2010 tenía una población de 1213 habitantes y una densidad poblacional de 102,01 personas por km².

## Geografía
Ardmore se encuentra ubicada en las coordenadas 35°0′16″N 86°51′3″O / 35.00444, -86.85083. Según la Oficina del Censo de los Estados Unidos, Ardmore tiene una superficie total de 11.89 km², de la cual 11.87 km² corresponden a tierra firme y (0.15%) 0.02 km² es agua.

## Demografía
Según el censo de 2010, había 1213 personas residiendo en Ardmore. La densidad de población era de 102,01 hab./km². De los 1213 habitantes, Ardmore estaba compuesto por el 0.09% blancos, el 3.46% eran afroamericanos, el 0.82% eran amerindios, el 0.49% eran asiáticos, el 0.08% eran isleños del Pacífico, el 1.24% eran de otras razas y el 1.98% pertenecían a dos o más razas. Del total de la población el 2.97% eran hispanos o latinos de cualquier raza.